# Ligeti István (üvegfestő)
Ligeti István, Ligeti István Kálmán (Budapest, 1895. november 9. – ? ) üvegfestő.

## Életrajza
Ligeti Sándor és Varga Mária fiaként született. Tanulmányait Németországban, Linnichben végezte, mint üvegfestő. Hazatérve 1923–1929 között Ligeti Pál (1885–1941) építész műhelyében dolgozott, majd 1930-ban saját üvegfestő műhelyt alapított Budapesten. Az ő műhelyében készültek a pápai irgalmasrendi kápolna, a diósgyőri (vasgyári) templom, a kalocsai Szent Imre-templom üvegablakai is. 1921. március 19-én Budapesten feleségül vette Persián Katalin Rebekát, akitől 1935-ben elvált.

## Fontosabb munkái
- pápai irgalmasrendi kápolna üvegablakai
- diósgyőr-vasgyári templom üvegablakai
- kalocsai Szent Imre templom üvegablakai